# 閤皂山
21°51′51″N 115°38′57″E / 21.86417°N 115.64917°E
閤皂山，或作閣皂山、合皂山，簡稱閤山，位于中国江西省樟树市（旧清江县东南），以山形如閤，山色如皂而得名。閤皂山是道教名山，为第三十六福地，道教灵宝派祖山。

## 歷史
道教灵宝派称其祖师葛玄在游历诸名山之后，最后于閤皂山东峰卧云庵炼丹、成道。又传晋代丁令威尝于閤皂山修真得道。今山北高峰为丁仙峰，俗稱丁山。宋代有大批道士来閤皂山修道。现閤皂山有崇真宫、接仙桥、放生池、百花园、炼丹井、鸣水桥等古迹。
閤皂山，在江西省樟樹市（舊清江縣）東南面，以山形如閤，山色如皂而得名。有九十九峰，綿亙200餘里，道教稱其為第三十六福地。
閤皂山是道教靈寶派的祖山。靈寶派道士稱其祖師葛玄在遊歷諸名山之後，最後於閤皂山東峰臥雲庵築壇立灶，燒煉金丹。道成，於此昇天。
南北朝至隋唐間，閤皂山先後建有閤皂觀以及仙人、路山、郭公、臥雲四庵。宋代是閤皂山的興盛時期，有大批道士來此修道。此期的主要宮觀是閤皂觀。宋真宗於大中祥符（1008-1016年）中，以其曾用過的年號「景德」敕名為景德觀。宋神宗時又賜給閤皂山御書一百八十卷，良田二千餘畝。宋徽宗政和八年（1118年），又將景德觀敕名為「崇真宮」，追封葛玄為沖應真人。南宋理宗時，又將崇真宮改名為「大萬壽崇真宮」，追封葛玄為沖應孚佑真君。當時閤皂山盛況空前，有房屋一千五百餘間，道士五百餘人。閣皂山道德宮即紫陽書院，乃是朱熹當年的講學之地
元朝對閤皂山逐漸冷落。至正十二年（1352年），該山主要宮觀崇真宮，遭山寨之變，台基殿宇俱毀，靈寶派元氣大傷。到明朝時，經過閤皂山道士徐麟洲的努力，宮觀得以修復。明初，朝廷先後授閤皂山五十代傳人李半仙、五十一代傳人張尊禮、五十二代傳人黃谷虛為正八品靈官。但到宣德八年（1433年），閤皂山再度遭到山火焚燒。萬曆（1573-1619年）間，道士劉開化企圖重修宮觀，終因財力有限，無法實現。至清初，閤皂山已衰敗不堪。清末民初，有著名道士歐陽明性，能醫善藥，武功高強，他住持閤皂山後，殿堂才慢慢地有所修復。但到解放初，宮內只有三位道士，後也都陸續回家務農去了。
閤皂山所在地樟樹市有著1700多年的歷史，久享「藥不到樟樹不齊，藥不過樟樹不靈」的美譽，被稱為四大藥都之一。早在東漢建安七年（公元202年），被後世道家尊崇為「太極仙翁」的葛玄，就在位於樟樹東南風景秀麗、盛產藥材的閣皂山採藥、種藥、洗藥、製藥、行醫，是樟樹市中藥加工炮製的創始人，皂閣山不僅道經多，而且醫書也很多，道士們行的是「醫道」。

## 備註
1. ↑  「閤」通「合」、「闔」，注音：ㄍㄜˊ、ㄏㄜˊ，漢語拼音：gé、hé
2. ↑  安徽亳州、江西樟樹、河南禹州、河北安國。

## 資料來源
1. ↑  . pedia.cloud.edu.tw.   [2021-10-17]. （原始内容存档于2021-10-20） （中文（臺灣））.
2. ↑   的存檔，存档日期2007-09-29.
3. ↑  .   [2007-06-15]. （原始内容存档于2007-07-11）.
4. ↑  . zh.daoinfo.org.   [2021-10-17]. （原始内容存档于2021-10-20）.
5. ↑  . www.cnpharm.com.   [2021-10-17]. （原始内容存档于2021-10-20）.

## 外部鏈接
（中文）-道教百科全書網站 （页面存档备份，存于）

## 延伸阅读
[在维基数据编辑]
 《欽定古今圖書集成·方輿彙編·山川典·閤皂山部》，出自陈梦雷《古今圖書集成》